# Feßbach
Feßbach – gesprochen [ˈfesˌbax], also mit kurzem /e/ – ist ein nach dem gleichnamigen Dorf darin benannter Gemeindeteil von Kupferzell im Hohenlohekreis im nordöstlichen Baden-Württemberg. Es war bis Ende 1971 selbständige Gemeinde.

## Geographische Lage
Das Dorf Feßbach liegt etwa einen Kilometer östlich von Kupferzell nahe dem Südwesteck der Ortsteilgemarkung. Diese nimmt den Großteil des Nordens der wellig-hügeligen Kupferzeller Ebene zwischen dem Einschnitt des Kochertals im Norden und Osten, dem des unteren Eschentaler Bachs sowie der Hochebenenmulde des Ohrnbachs im Süden und dem Tal des Künsbach im Nordwesten ein. Auf der Gemarkung liegen außer Feßbach selbst auch noch die Weiler Künsbach, Kubach und Rüblingen, die alle nicht viel kleiner sind als dieses. Außerdem die kleine Aussiedlerhofgruppe Bühlingsweiler aus neuerer Zeit, sowie die abgegangenen Ortschaften Bullingsweiler, Hefenhofen und Tiefenbronn. Am Südrand des Dorfes Feßbach zieht westwärts der Feßbach vorbei.

## Geschichte
Der Ort ist wohl im 9. oder 10. Jahrhundert entstanden. Er ist wahrscheinlich vom Kochertal aus besiedelt worden. 1319 und 1355 wurde er als Velselsbach erwähnt, 1357 als Fesselspach und 1524 und 1683 als Fesselsbach. Seit dem 18. Jahrhundert führt der Ort seinen heutigen Namen Feßbach.
Um 1300 sind die Ritter von Gabelstein-Enslingen fast alleinige Grundbesitzer in Feßbach.
1806 war Feßbach Amtsort des Patrimonialamtes Kupferzell im Oberamt Neuenstein. Zum selbstständigen Schultheißenamt wurde der Ort 1819.
Im Rahmen der Gebietsreform schloss sich die Gemeinde Feßbach am 1. Januar 1972 mit den Gemeinden Eschental, Goggenbach, Kupferzell, Mangoldsall und Westernach zur neuen Gemeinde Kupferzell zusammen.